# Нжие, Юсуфа (футболист)
Юсуфа Нжие (нидерл. Yusupha Njie; род. 3 января 1994 или 1 марта 1994, Банжул) — гамбийский футболист, нападающий катарского клуба «Аль-Мархия» и сборной Гамбии.

## Клубная карьера
Нжие — воспитанник клубов «Аргон» и «Черно Самба». В 2011 году Юсуфа начал выступать за команду «Реал де Банжул», в составе которого он спустя год стал чемпионом Гамбии. В 2013 году Нжие перешёл в марокканский ФЮС. В 2014 году он помог команде выиграть Кубок Марокко, а спустя год стал чемпионом страны. Летом 2017 года Нжие на правах аренды перешёл в португальскую «Боавишту». 7 августа в матче против «Портимоненсе» он дебютировал в Сангриш лиге. 31 января в поединке против «Маритиму» Юсуфа забил свой первый гол за «Боавишту». По окончании аренды клуб выкупил трансфер игрока. 

## Международная карьера
11 июня 2017 года в отборочном матче Кубка Африки 2019 против сборной Бенина Нжие дебютировал за сборную Гамбии. 
В 2022 году Нжие принял участие в Кубке Африки 2021 в Камеруне. На турнире он сыграл в матче против команды Гвинеи.

## Достижения
Клубные
 «Реал де Банжул»
- Победитель чемпионата Гамбии — 2012
- Обладатель Суперкубка Гамбии — 2012

 ФЮС
- Победитель чемпионата Марокко — 2015/2016
- Обладатель Кубка Марокко — 2014